# Die Klasse
Die Klasse (Originaltitel: Entre les murs, dt. „Zwischen den Mauern“) ist ein französischer Kinofilm von Laurent Cantet, der auf dem gleichnamigen autobiografischen Roman von François Bégaudeau basiert.
Der Film beruht im Wesentlichen auf den Erfahrungen von François Bégaudeau als Literatur- und Französischlehrer in einer Pariser Vorstadt. Diese Erfahrung hat Bégaudeau in einem Roman beschrieben, welcher 2006 veröffentlicht wurde und der die Grundlage des preisgekrönten Filmes ist. François Bégaudeau hat außerdem Teile des Drehbuchs des gleichnamigen Filmes verfasst und spielt die Hauptrolle, den Lehrer François.

## Handlung
François Marin unterrichtet seit vier Jahren Französisch an einer Pariser Schule im 20. Arrondissement mit einem hohen Migrantenanteil. Er ist ein Einzelgänger, der sich nur in sachlichen Fragen mit seinen Kollegen verständigt. Im Gegensatz zu diesen versucht Marin nicht, Störenfriede des Unterrichts zu verweisen und trägt lieber die Konflikte öffentlich im Klassenzimmer aus. Selbst auf Fragen zu seiner eigenen Sexualität antwortet er den Schülern, die ihn spöttisch „Mammsel Marin“ nennen. Seine Toleranz macht sich auch beim Handy-Verbot bemerkbar, dem sich seine Schüler während des Unterrichts widersetzen dürfen.
Zu Beginn des neuen Schuljahres im September wird Marin Lehrer der Klasse 4.3. Zu seinen 25 Schülern gehört die vorlaute Esmeralda, die davon träumt, Polizistin oder Rapperin zu werden. Der chinesische Immigrant Wei ist lernwillig und diszipliniert, beherrscht aber nur unzureichend die französische Sprache. Der korangläubige Souleymane aus Mali lehnt die französische Nationalität völlig ab, schwänzt häufig oder erscheint immer unvorbereitet zum Unterricht. Carl, der von den Antillen stammt, stößt im Verlauf des Schuljahres zur Klasse hinzu. Sein älterer Bruder sitzt im Gefängnis, er identifiziert sich aber mit Frankreich und versucht, sich nach einem Schulverweis anzupassen.
Schon die ersten Stunden nach den Ferien verlaufen nicht frei von Konflikten. Die 14- bis 15-jährigen Schüler verschwenden Marins Meinung nach zu viel Zeit zu Unterrichtsbeginn, sind aufsässig und weigern sich Namensschilder aufzustellen. Beim Lesen und Verstehen von Texten bestehen große Wissenslücken und Leistungsunterschiede – die Schüler haben Probleme mit Worten von Herablassung und Argentinier bis hin zu Sprachbildern wie Wink mit dem Zaunpfahl. Auch bei der Konjugation von einfachen Verben stoßen die Schüler bald an ihre Grenzen und verdächtigen öffentlich ihren Lehrer, die Klasse „auflaufen“ zu lassen. 
Als Marin eines Tages feststellen muss, dass seine Schüler nicht wie angeordnet das Tagebuch der Anne Frank gelesen haben, verliert er die Geduld. Er zwingt die Schülerin Khoumba dazu, den Text zu lesen. Diese weigert sich aber. Mit der Einforderung einer aufrichtigen Entschuldigung nach dem Unterricht bringt er die Schülerin gegen sich auf, die daraufhin beschließt, nicht mehr mitzuarbeiten und Marin völlig zu ignorieren. Ein Erfolg bei den Schülern ist hingegen Marins Vorschlag, Selbstporträts zu verfassen. Auch Souleymane beteiligt sich mit Bildern aus seinem Alltag, die er mit dem Handy aufgenommen hat. Seine Mutter ist des Französischen nicht mächtig, wie Marin auf einem Elternabend feststellt, während andere Eltern seinen Unterricht als zu lasch kritisieren oder das französische Schulsystem gänzlich ablehnen.
Das Vortragen der Selbstporträts führt zu Streit unter den Schülern. Nach einem Konflikt mit seinem Mitschüler Carl über das Thema Fußball duzt Souleymane Marin und landet daraufhin beim Direktor. Auf Klassenkonferenzen diskutieren die Lehrer darüber, dass Sanktionen bei den Schülern nicht mehr greifen und schlagen erfolglos neue Sanktionssysteme vor. Bei der abschließenden Notenkonferenz verteidigt Marin Souleymane vor seinen Kollegen, gibt aber zu, dass der Junge möglicherweise „beschränkt“ in seinem Leistungsvermögen sei. Persönlich angegriffen fühlt sich der Lehrer durch die Disziplinlosigkeit der Schülersprecherinnen Esmeralda und Louise, die während der Konferenz ununterbrochen kichern. Das Verhalten der beiden wird während der Konferenz von der Lehrerschaft ignoriert.
Am nächsten Tag eskaliert die Situation im Unterricht: Marin kritisiert vor der gesamten Klasse den fehlenden Ernst seiner beiden Schülerinnen. Er äußert sich gegenüber den beiden Mädchen in der Form, dass sich so nur „Schlampen“ verhalten würden. Beide hatten zuvor verbotenerweise Schüler der Klasse, darunter Souleymane über die Geschehnisse auf der Konferenz und deren Noten informiert. Souleymane bezichtigt daraufhin die gesamte Lehrerschaft der Rache an ihm. In der anschließend heftig geführten Diskussion, duzt der Junge verbotenerweise Marin erneut, rastet aus, will den Klassenraum verlassen, wird von einem Klassenkameraden festgehalten und reißt sich von seinen Kameraden los. Schließlich verletzt er versehentlich Khoumba mit seiner Schultasche und verlässt den Unterricht ohne Erlaubnis.
Souleymanes Verhalten zieht Konsequenzen nach sich. Er wird zwei Tage vom Unterricht ausgeschlossen. Gleichzeitig weigert sich Marin, die Verantwortung für seine eigene Entgleisung zu tragen. Er verschweigt die Beleidigung seiner beiden Schülerinnen im offiziellen Bericht, was aber nicht unbemerkt bleibt. Zu Marins Verblüffung steht die Klasse aber nach wie vor hinter Souleymane, dem eine Abschiebung nach Mali droht, sollte er einen Schulverweis erhalten. Marin beginnt das System zu hinterfragen. Der Disziplinarausschuss geht trotz der Fürsprache seiner Mutter zu Ungunsten des Schülers aus, wie in allen anderen 12 Fällen im letzten Schuljahr.
In der letzten Französischstunde vor den Ferien befragt Marin seine Schüler, was sie Neues gelernt haben. Carl hat sich für chemische Versuche begeistern können, Khoumba für Musik und Spanisch. Esmeralda gibt an, dass sie nichts gelernt hätte und kritisiert die Literaturauswahl des Lehrers. Auf Nachfragen verblüfft sie Monsieur Marin mit der Tatsache, dass sie privat Platons Der Staat liest – „Kein Buch für Schlampen“, wie Esmeralda stolz feststellt. Nach dem Unterricht wird der Lehrer vom Geständnis der stillen Henriette überrascht, die angibt, in allen Fächern nichts gelernt zu haben, obwohl ihre Leistungen für eine Versetzung ausreichten. Sie vertraut Marin außerdem ihre Angst vor der bevorstehenden Berufsschule an. Das Schuljahr endet im Juni mit einem Fußballspiel auf dem Schulhof zwischen Lehrern und Schülern.

## Produktion
Im Roman Entre les murs fand Cantet das Material und die dokumentarische Unterstützung für seine Idee, einen Film über den Schulalltag zu machen. Die Persönlichkeit von François Bégaudeau und seine Beziehung zu den Schülern stellte eine weitere Inspirationsquelle dar. Der Freiraum zur Improvisation war dem Regisseur trotzdem wichtig: "Wir wollten nicht sofort einen narrativen Faden, sondern dass sich die Figuren sukzessive entwickelten, ohne dass man diese Entwicklung voraussehen konnte."
Die meisten Darsteller sind im wirklichen Leben ebenfalls Schüler oder Lehrer an der Schule im Pariser Nordosten. Die Schüler spielen jedoch nicht sich selbst, sondern jeweils zusammen mit dem Regisseur in Improvisationsworkshops entwickelte Persönlichkeiten. Der Realismus entsteht neben dem Einsatz von Laiendarstellern großteils durch drei ständig installierte Kameras, die alle Bewegungen der Klasse einfangen. Zwei Kameras wurden fix auf die Schüler bzw. den Lehrer gerichtet. Eine weitere flexible Kamera wurde für unvorhersehbare Szenen genutzt.

## Rezeption

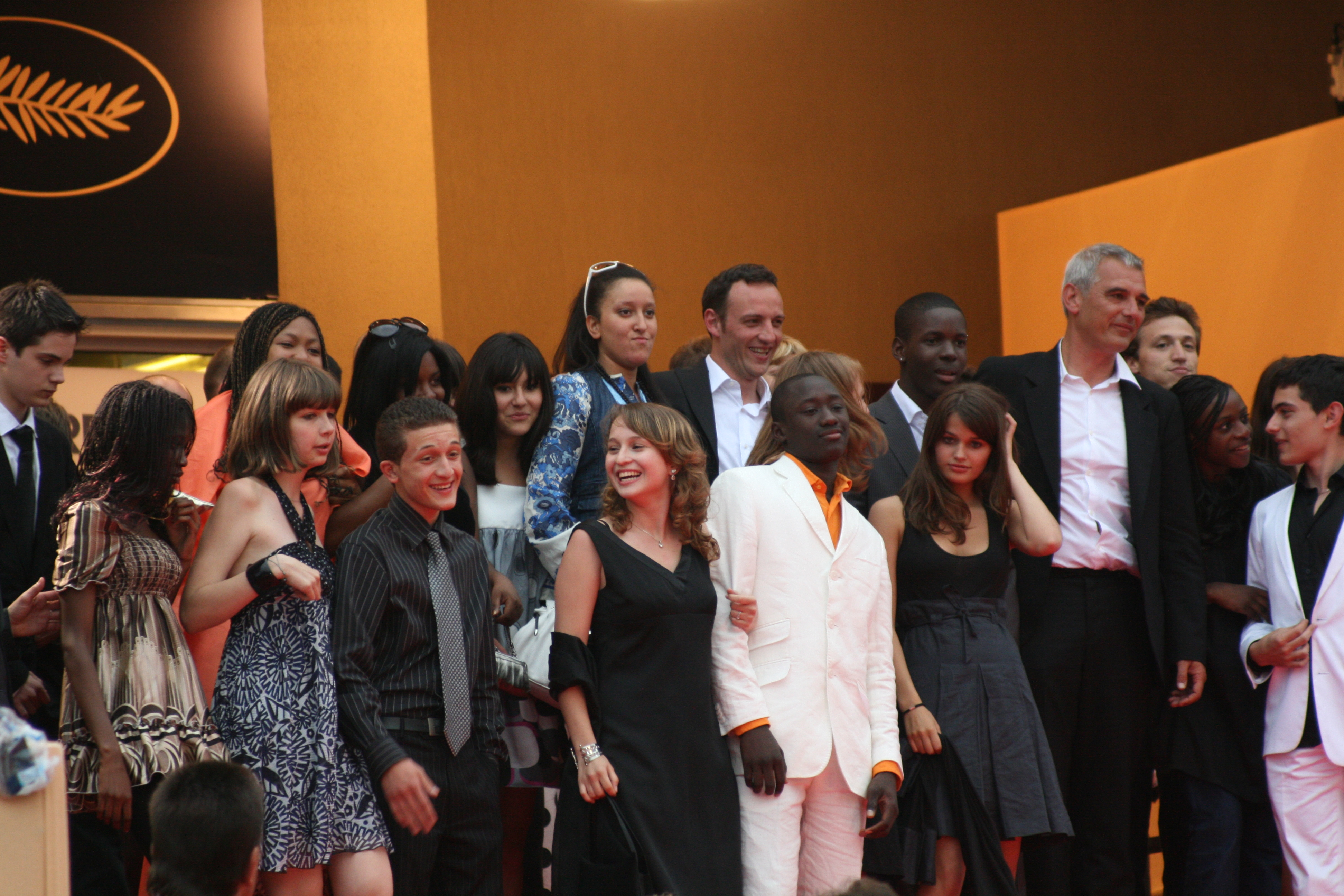
Das Ensemble bei den Filmfestspielen in Cannes 2008

Der Film feierte seine Uraufführung am 24. Mai 2008 auf den 61. Filmfestspielen von Cannes, wo Die Klasse als einer der letzten Wettbewerbsbeiträge um die Goldene Palme gezeigt wurde. Der Film decke laut Thomas Sotinel (Le Monde) in zwei Stunden die sehr große Kluft zwischen einem Lehrer und seinen Schülern auf. Regisseur und Hauptdarsteller ließen dabei die Widersprüche des französischen Schulsystems für sich arbeiten: „die Bemühungen, niemanden auszuschließen und der Wille, die Disziplin aufrechtzuerhalten; die Anerkennung der Vielfältigkeit und das Unterrichten einer einmaligen Kultur ...“, so Sotinel. Als Gegenpol zu Nicolas Philiberts Dokumentarfilm Sein und Haben begriff Gérard Lefort (Libération) den Film, der im Gegensatz zu seinem Originaltitel die Trennwände abreiße und „die Fenster öffne“. Authentizität bescheinigte dem Film auch Marie-Françoise Nonnon, Geographielehrerin an einer Problemschule im Kanton Grande-Synthe, die in Cannes den Prix de l'Education nationale an Sergei Dworzewois Tulpan mit vergab: „Sein (Cantets) Film ist ein Schock, eine Art Spiegel, nicht immer leicht zu akzeptieren, über das tägliche Leben vieler Lehrer ... der Film zeigt die schwierige Ausbildung junger Lehrer, oft ohne feste Stelle. Es ist ein Film, der einen Ort zeigt, wo es schwierig ist Wissen zu vermitteln und der traditionelle Unterricht nicht mehr erfolgt“, so Nonnon.
Äußerst positiv wurde der Film auch von der deutschsprachigen Fachpresse aufgenommen. Laut der Kritikerin Susan Vahabzadeh (Süddeutsche Zeitung) balanciere Die Klasse „kunstvoll am Rande des Dokumentarfilms“. „Cantet erzählt das vorurteilsfrei und unparteiisch, und ohne jeden Lösungsansatz“, das mache den Film „so aufwühlend, dass er nichts simplifiziert und die Sehnsucht nach Schuldzuweisungen nicht erfüllt.“ Christoph Egger (Neue Zürcher Zeitung) zog Vergleiche zu Regisseuren wie Frederick Wiseman oder Mike Leigh. „Ein Kino der Unmittelbarkeit, wie es diesmal nicht einmal die Brüder Dardenne zustande gebracht haben“, so Egger. Für Rüdiger Suchsland (film-dienst) bildete der Unterrichtsstoff „im Film die Kulisse und das Material für die alltäglichen Kulturkämpfe; der Klassenraum wird zum Mikrokosmos der Gesellschaft.“ Der Film sei zwar „ein guter, auch künstlerisch interessanter und mutiger Film“, Suchsland zählte ihn aber zu den uninteressanteren Werken in Cantets Filmografie.

## Auszeichnungen
- Der Film erhielt am 25. Mai 2008 die Goldene Palme bei den 61. Filmfestspielen von Cannes.
- Monate später wurde Die Klasse als offizieller französischer Beitrag bei der Oscarverleihung 2009 in der Kategorie Bester fremdsprachiger Film nominiert.
- Auch konnte Die Klasse den Preis für den besten ausländischen Film bei den Independent Spirit Awards 2009 gewinnen.
- Nominierungen in den Kategorien Film und Regie gab es bei der Verleihung des Europäischen Filmpreises 2008.